# La Mòta de Briude
Lamothe és un municipi francès situat al departament de l'Alt Loira i a la regió d'Alvèrnia-Roine-Alps. L'any 2007 tenia 869 habitants.

## Demografia

### Població
El 2007 la població de fet de Lamothe era de 869 persones. Hi havia 364 famílies de les quals 100 eren unipersonals (46 homes vivint sols i 54 dones vivint soles), 130 parelles sense fills, 130 parelles amb fills i 4 famílies monoparentals amb fills.
La població ha evolucionat segons el següent gràfic:
Habitants censats

### Habitatges
El 2007 hi havia 463 habitatges, 366 eren l'habitatge principal de la família, 31 eren segones residències i 66 estaven desocupats. 400 eren cases i 58 eren apartaments. Dels 366 habitatges principals, 269 estaven ocupats pels seus propietaris, 94 estaven llogats i ocupats pels llogaters i 3 estaven cedits a títol gratuït; 20 tenien una cambra, 13 en tenien dues, 28 en tenien tres, 101 en tenien quatre i 204 en tenien cinc o més. 247 habitatges disposaven pel capbaix d'una plaça de pàrquing. A 141 habitatges hi havia un automòbil i a 204 n'hi havia dos o més.

### Piràmide de població
La piràmide de població per edats i sexe el 2009 era:
| Homes | Edats   | Dones |
| ----- | ------- | ----- |
| 0     | 95 o +  | 0     |
| 0     | 90 a 94 | 4     |
| 0     | 85 a 89 | 0     |
| 4     | 80 a 84 | 8     |
| 20    | 75 a 79 | 12    |
| 16    | 70 a 74 | 8     |
| 12    | 65 a 69 | 16    |
| 24    | 60 a 64 | 24    |
| 12    | 55 a 59 | 20    |
| 40    | 50 a 54 | 44    |
| 20    | 45 a 49 | 12    |
| 28    | 40 a 44 | 20    |
| 28    | 35 a 39 | 36    |
| 20    | 30 a 34 | 24    |
| 16    | 25 a 29 | 12    |
| 28    | 20 a 24 | 4     |
| 16    | 15 a 19 | 36    |
| 28    | 10 a 14 | 24    |
| 20    | 5 a 9   | 28    |
| 8     | 0 a 4   | 12    |

## Economia
El 2007 la població en edat de treballar era de 588 persones, 416 eren actives i 172 eren inactives. De les 416 persones actives 391 estaven ocupades (216 homes i 175 dones) i 25 estaven aturades (9 homes i 16 dones). De les 172 persones inactives 68 estaven jubilades, 84 estaven estudiant i 20 estaven classificades com a «altres inactius».

### Ingressos
El 2009 a Lamothe hi havia 322 unitats fiscals que integraven 831,5 persones, la mediana anual d'ingressos fiscals per persona era de 17.020 €.

### Activitats econòmiques
Dels 18 establiments que hi havia el 2007, 2 eren d'empreses alimentàries, 3 d'empreses de fabricació d'altres productes industrials, 6 d'empreses de construcció, 3 d'empreses de comerç i reparació d'automòbils, 1 d'una empresa d'hostatgeria i restauració, 1 d'una empresa d'informació i comunicació, 1 d'una empresa financera i 1 d'una empresa classificada com a «altres activitats de serveis».
Dels 4 establiments de servei als particulars que hi havia el 2009, 1 era un guixaire pintor, 1 fusteria, 1 lampisteria i 1 restaurant.
Dels 3 establiments comercials que hi havia el 2009, 2 eren fleques i 1 una botiga de material esportiu.
L'any 2000 a Lamothe hi havia 12 explotacions agrícoles.

## Equipaments sanitaris i escolars
El 2009 hi havia una escola elemental.

## Poblacions més properes
El següent diagrama mostra les poblacions més properes.